# Сисой Велики
Преподобни Сисой Велики е копт и ученик на Св. Антоний Велики, който го въвел в строг монашески живот. 
След смъртта на своя учител преподобни Сисой се поселил да живее в една пустинна планина, наречена Антониева, където по-рано се подвизавал Св. Антоний. След непрестанни постнически подвизи и молитвени бдения Сисой стигнал до такова духовно съвършенство, че станал незлоблив като дете. Затова Бог го надарил с благодатна сила на лечител – изцерявал болни, прогонвал нечисти духове и възкресявал мъртви. Цели 60 години преподобни Сисой се подвизавал в пустинята. При него идвали за съвет монаси и миряни от далечни места. За тях той бил извор на жива мъдрост. 
Св. Сисой починал в дълбока старост през 429 година. 